# Hollands College

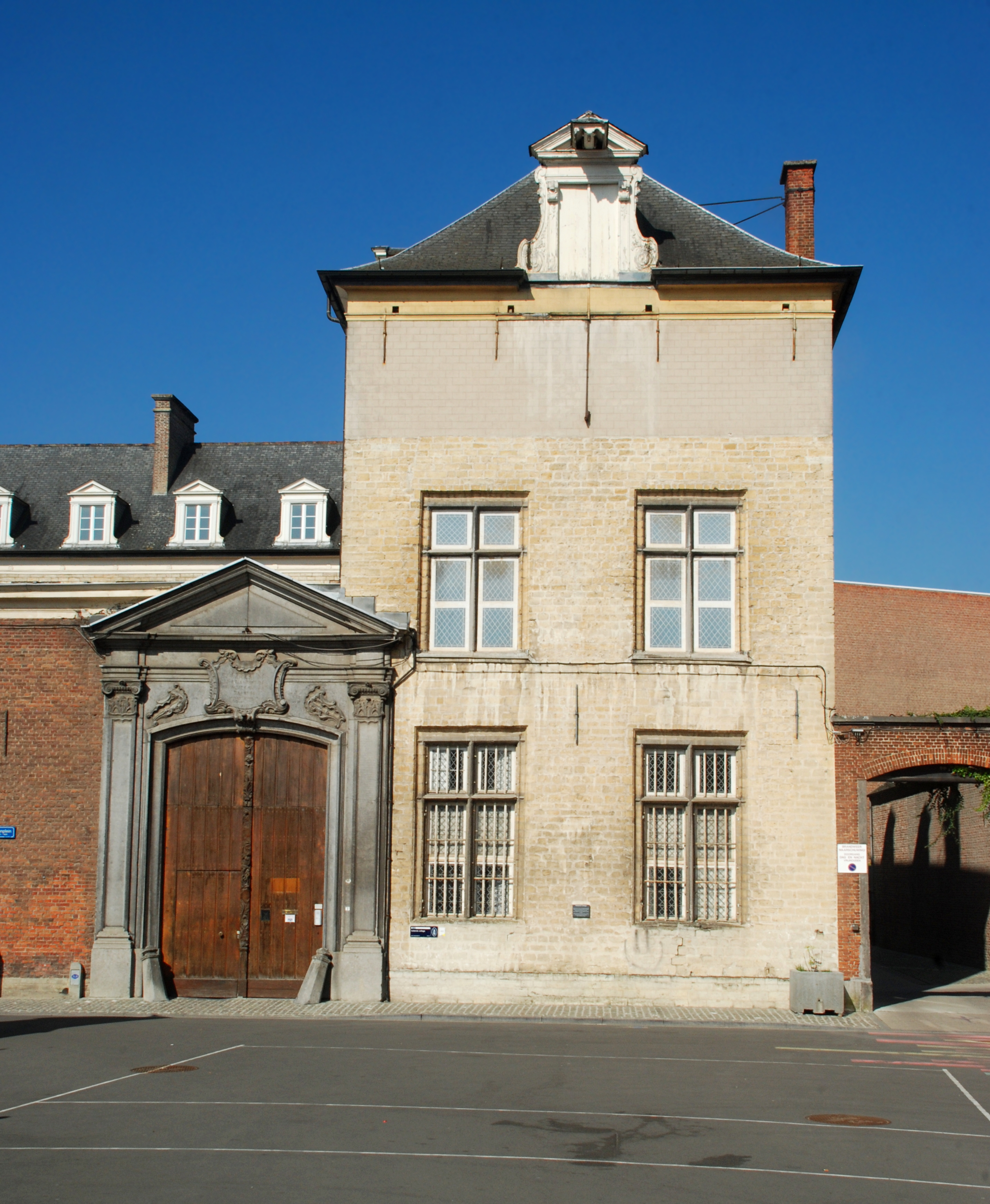
Hollands College, vandaag Paridaensschool

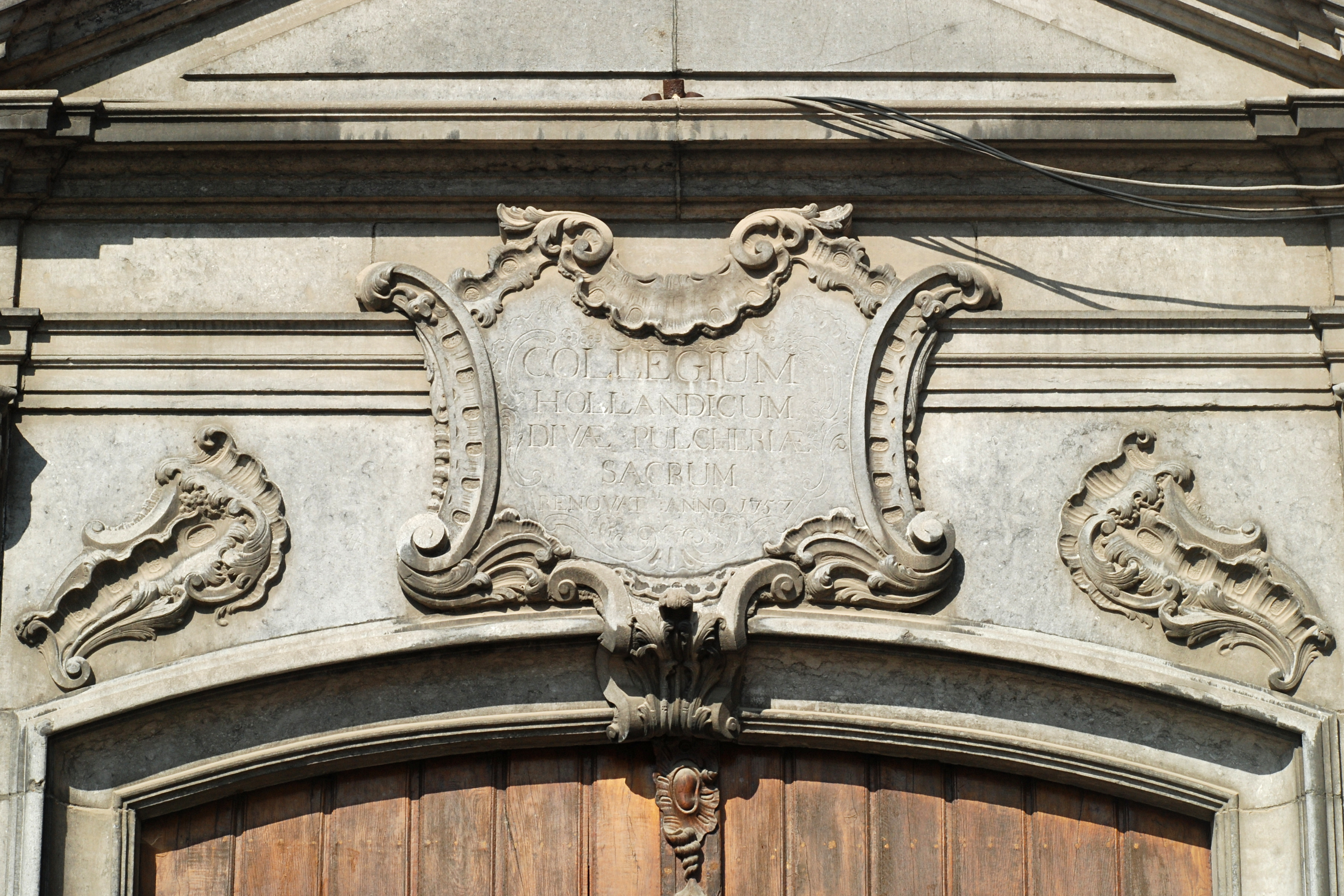
Latijns opschrift: Collegium Hollandicum

Het Hollands College (1617-1797) was een priesterseminarie van het afgeschafte bisdom Haarlem, gelegen in Leuven in de Zuidelijke Nederlanden. Het maakte deel uit van de Hollandse Zending om rooms-katholieke clerus naar de Republiek der Verenigde Provinciën te sturen.
Het gebouw staat vandaag aan het Pater Damiaanplein in Leuven, en behoorde tot 2008 tot het Paridaensinstituut. Thans is het eigendom van de Katholieke Universiteit Leuven.

## Andere namen
Andere namen voor het Hollands College waren College van Haarlem, College der Mooie Onze-Lieve-Vrouw en Pulcheria College.

## Vooraf
Op deze plek stond in de middeleeuwen het landgoed van de patriciërsfamilie Uten Liemingen. Dit was een van de 7 leidende families van het middeleeuwse Leuven. De tuin reikte tot aan de Dijle, waar resten stonden van de eerste stadsomwalling. Het laatste landhuis van de familie, gebouwd in 1511, was opgetrokken in witte zandsteen van Gobertange en had rijkelijk afgewerkte vensters. Aan de ingang stond een Mariabeeld, genoemd de Mooie Onze-Lieve-Vrouw of Pulchra Maria, zodat de Leuvenaars deze naam gaven aan het hele landgoed. Het huis stond aan de Varkensmarkt of Veemarkt. Aan de Dijle stond een waterpoort met de Mooie Onze-Lieve-Vrouw sluis. Aan deze waterpoort werd in de middeleeuwen tol geheven van boten die de stad binnen voeren.

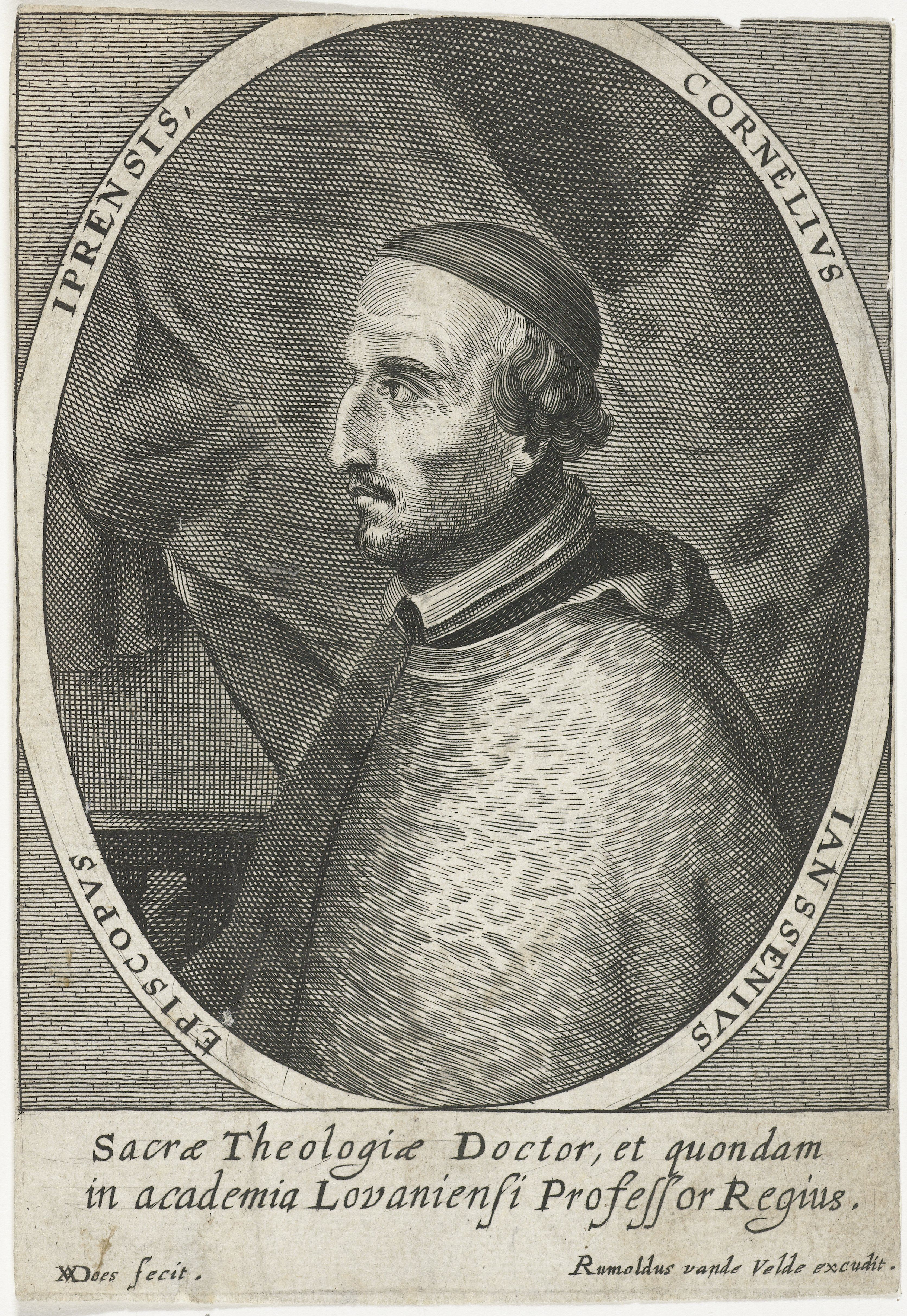
Eerste directeur was Corneel Jansen of Jansenius, afkomstig uit het Land van Arkel

## Hollands College
Apostolisch vicaris voor Holland, Vosmeer, had in Keulen het Hollands College gesticht. De officiële stichtingsdatum is 1613. Vosmeer had aanvankelijk niet voor Leuven in de Spaanse Nederlanden gekozen ondanks verzoeken vanuit Holland. Vosmeer vreesde immers dat een priesterseminarie in de Spaanse Nederlanden als een provocatie in de Republiek der Verenigde Nederlanden zou gezien worden, met als gevolg vervolgingen van rooms-katholieke clerus. Vandaar zijn keuze voor Keulen. Het college in Keulen had naast de Latijnse naam Collegium Hollandicum ook de naam Collegium Alticollense omdat het in Keulen op de plek de Hoher Hügel stond. Het was een priesterseminarie voor alle afgeschafte bisdommen in de Noordelijke Nederlanden. Vosmeer leefde trouwens op gespannen voet met de landvoogden van de Spaanse Nederlanden, Albrecht en Isabella, omdat hij benoemd was zonder enig medeweten van de Spaanse aartshertogen.
Na de dood van Vosmeer (1614) brak er een twist uit tussen de clerus van het aartsbisdom Utrecht en het bisdom Haarlem. De Utrechtenaren bleven in Keulen en de Haarlemmers trokken naar Leuven. De apostolisch vicaris voor Holland, Rovenius, vond dit de enige goede oplossing. Deze oplossing was conform het Concilie van Trente waar roomse priesters moesten opgeleid worden in een seminarie. Rovenius had overigens een vriendschappelijke relatie met de aartshertogen van de Spaanse Nederlanden. Rovenius kocht het landgoed van Uiten Lieminghe op voor de Haarlemmers.
Het priesterseminarie voor de Haarlemse rooms-katholieke clerus opende de deuren in 1617. De eerste directeur was Corneel Jansen, beter bekend als Jansenius, een theoloog van de Universiteit van Leuven. Jansenius was afkomstig van Acquoy, uit het land van Arkel, en kende goed de benarde situatie van de roomse clerus in Holland. Jansenius was een goede vriend van de apostolisch vicaris Rovenius. Jansenius kreeg de toestemming van het stadsbestuur om de toren in de tuin te herbouwen tot een studiehuis voor hemzelf. Deze toren werd sindsdien de Janseniustoren van het Hollands College genoemd.
Enkele tientallen jaren later trokken ook de Utrechtenaren weg uit Keulen; ze verhuisden naar Leuven. Ze gingen niet naar het Hollands College maar stichtten een eigen priesterschool in de Naamsestraat. Ze behielden de Keulse naam van hun college: het Hoge Heuvelcollege van Leuven. 
Het Hollands College voor Haarlem kon tientallen priesters huisvesten. De giften vanuit Haarlem naar Leuven namen belangrijk toe en het Hollands College werd een van de rijkste colleges van de stad. De naam was soms College van de Mooie Onze-Lieve-Vrouw, omwille van het oude Mariabeeld; de Latijnse naam was Pulchra Maria, vandaar ook de naam Pulcheria College. Het oude patriciërshuis werd te benard en deels gesloopt en grondig herbouwd (1754-1757). De toen erg bekende Leuvense architect Jacques-Antoine Hustin ontwierp de plannen voor het gebouw zoals het nu nog bestaat. Hustin had ook de colleges ontworpen van Sint-Anna en Sint-Ivo in Leuven.
Met het Frans bestuur in Leuven werd de oude universiteit afgeschaft (1797). De Fransen doekten het priesterseminarie voor Haarlem op.

## Achteraf
Van 1797 tot 1806 waren er diensten van het Franse Dijledepartement gevestigd. Het Hollands College werd openbaar verkocht in 2 loten (1810): één met het gebouw en één met de tuin en Janseniustoren.
Het Hollands College kwam progressief in handen van de Congregatie van de Dochters van Maria, onder leiding van Cicercule Paridaens. Deze waren in het pand ernaast gehuisvest, in het leegstaand Iers College. Ze verhuisden naar het leegstaand Hollands College. In 1812 verwierven de zusters het lot met het pand en in 1819 het lot met de tuin. Het werd het huidige Paridaensinstituut. Het instituut gaf aanvankelijk enkel onderwijs aan meisjes. De kloosterzusters verbleven er van 1812 tot 2008. Het gebouw werd verkocht aan de Katholieke Universiteit Leuven en is tot op vandaag de vestiging van Metaforum. De universiteit wil er een ontmoetingsplaats van maken voor academische conversatie en cultuur, verder bevinden zich er studieverblijven voor buitenlandse gasten.